# 西尔维亚·娜萨
西尔维亚·娜萨（英語：Sylvia Nasar，1947年8月17日—）是一位美籍德裔传记作家和记者，现为哥伦比亚大学新闻学院教授，主要作品有《推手：改变世界的经济学天才》（Grand Pursuit: The Story of Economic Genius）、《美丽心灵：纳什传》（A Beautiful Mind）等，获得过美国国家书评人协会奖。